# 민승호 일가 암살 사건
민승호 암살 사건 또는 민승호 일가 암살 사건은 1874년 11월 민승호 일가가 의문의 폭약을 선물로 받고, 이를 개봉하다가 죽은 사건이다. 이들에게 선물을 보냈던 승려는 흥선대원군을 지지하던 인물이었고, 그 배후로 장씨를 붙잡았고, 이어 흥선대원군의 문하생이던 신철균을 체포하여 국문 후 처형하였다.
민승호는 죽을 때 운현궁을 두, 세번 가리켰다고 한다. 고통스러워하면서 운현궁을 두 세 번 가리킨 뒤 이내 숨을 거두었고, 민승호의 집안에서는 흥선대원군을 의심했다. 흥선대원군은 결국 민승호 폭사의 배후로 지목되었다.

## 개요
1874년 음력 11월 28일 신원미상의 승려가 그에게 선물이라며 진상품을 갖다 바쳤고, 이것을 들고 와 개봉하던 중 상자 안에 들어있던 화약이 터지면서 민승호, 민승호의 아들, 양어머니 감고당 한산이씨 등이 모두 그자리에서 사망했다. 그 뒤 대를 잇기 위해 민태호(閔台鎬, 민치구의 장남과는 한자가 다른 동명이인)의 아들 민영익을 양자로 들였다.

## 경과
1874년 봄 경복궁에 화재가 발생해 고종은 창덕궁으로 이어했다. 이때 민승호의 집에도 화재가 발생했다. 이 사건의 배후로 대원군이 지목되었지만 구체적인 증거는 없었다.
그런데 1874년 11월 민승호의 집에 폭발 사건이 벌어졌다. 대원군은 이 사건의 배후로 지목되었다. 민승호는 수재(조부모나 부모상을 당하면 그 자손된 사람 가운데 관리는 그 직을 사양하고, 선비는 과거 응시를 중단하고, 평민은 혼사를 중지하고 근신하면서 만 28개월 동안 복상하던 제도)하여 산승을 불러 아들을 위해 조용한 곳에서 기도를 드리게 하여 기다리고 있었다. 이날 외부로부터 함 한 개가 들어왔는데 기도를 드리던 중이라 나중에 열어본다며 미뤄두었다. 민승호 집에 함을 전달해준 사람은 이미 돌아가 버렸기 때문에 민승호는 의심했다. 그러나 기도가 끝나고 밀실로 함을 옮긴 뒤 민승호는 혼자 함을 살폈다. 함에 구멍이 있었고 자물쇠와 열쇠가 걸려 있었다. 그는 무심코 함을 열려고 하던 순간 요란한 폭음 소리와 함께 불이 일어났다. 당시 그의 아들은 10세였고 그 할아버지(민치구)와 함께 서있던 채로 죽고 말았다. 이때 민승호의 양어머니였던 감고당 한산이씨 역시 현장에 있다가 죽고 말았다.
민승호 역시 온몸이 시꺼멓게 타고 말 한마디 못하고 죽었다. 그런데 민승호 죽을 때 운현궁을 두, 세번 가리켰다고 한다. 그 후 살인청부를 내린 사람으로 대원군을 지목했지만 끝내 진상을 밝히지 못하고 말았다. 고종과 민비는 매우 슬퍼했으며 민비는 대원군을 원망했지만 복수하지 못했다. 때마침 흥인군의 저택에도 누군가 방화, 불이 났는데 민비 생각은 대원군이 흥인군에 대하여 원한을 품고 있었기 때문이라고 했다. 얼마 뒤 민승호 암살이나 흥인군집 화재 사건은 모두 대원군의 음모에서 나온 것이라면서 비밀스럽게 조사를 했다. 얼마 뒤 장씨 성을 가진 남자를 붙잡았는데, 그는 신철균의 문객이었고, 신철균은 예전 대원군의 문하에서 나온 사람이라면서 죄를 씌웠다.
1875년 11월 흥인군의 집에도 또다시 원인을 알 수 없는 방화가 일어났다. 의금부는 용의자로 지목된 장씨 성의 사나이를 체포했다. 그는 흥선대원군의 식객으로 드나들던 경상우도병마절도사 신철균 집의 문객이었다. 장씨를 체포해서 국문, 처형했고, 신철균 역시 잡아다가 공초를 했으나 별다른 혐의점을 찾지 못했다. 고종과 명성황후는 1876년 화적(火賊)의 주모자로 신철균을 다시 체포하여 국문했다.

### 재판 과정
혐의자로 체포된 신철균의 처음 이름은 신효철로 1866년(고종 4년) 인천 영종도 첨사로 재직하면서 프랑스 해군 수백 명을 살해한 공로를 인정받아 진주병마사로 특진하였다. 1874년(고종 11년) 이후에는 관직을 버리고 집에 있었는데 방술을 좋아해 잡객들의 출입이 많았다. 어느 날 그의 장모가 신철균에게 모월 모시에 흥인군의 집에 화재가 일어날 것이라 했는데, 얼마 후 그의 예언이 들어맞았다. 이 말이 누설되면서 장모가 체포되어 엄한 국문을 당했고, 신철균 또한 죄는 없으나 무복(죄는 없지만 어쩔 수 없이 형을 사는 것)을 당했다. 그는 세 번의 화재사건의 책임을 모두 뒤집어 쓰게 되면서 대역으로 몰려 참형을 당했고 그의 집은 몰수되었으며 부녀자들은 먼 곳으로 옮겨져 노비가 되었다.
80세 고령이었던 그의 장모는 형문을 받다가 장살되었고 그의 친부모와 형제, 아들들 역시 참수형을 당했다. 그리고 여기에 관련자로 지목된 운현궁의 하인들 역시 의금부로 투옥되었다가 모두 능지처사를 당하였다.

## 기타
고종은 민승호에게 충정이란 시호를 내렸다. 그에겐 뒤를 이을 아들이 없어서 민비는 가까운 친척을 배척하고 촌수가 좀 먼 민태호의 아들 민영익을 양자로 삼겠다고 했다. 그러자 민태호는 반대하였고 그의 동생 민규호가 형을 협박했다. "천의(왕후의 뜻)를 어찌 감히 어기겠소? 양자를 보내어 함께 부귀를 누리는 것도 좋지 않겠소이까?" 그래서 민태호의 아들 영익은 민승호의 양자로 들어갔고, 뒤이어 민규호는 이조판서 겸 도통사가 되었다.
이후 1892년 봄 운현궁에서 일어난 폭탄 테러가 민승호의 죽음이 흥선대원군과 관련이 있다고 여긴 명성황후의 보복이라는 주장이 있다.

## 같이 보기
- 흥선대원군
- 명성황후
- 민승호
- 민겸호
- 민영익
- 감고당 이씨
- 흥인군
- 민치구